# 昆明地下鉄

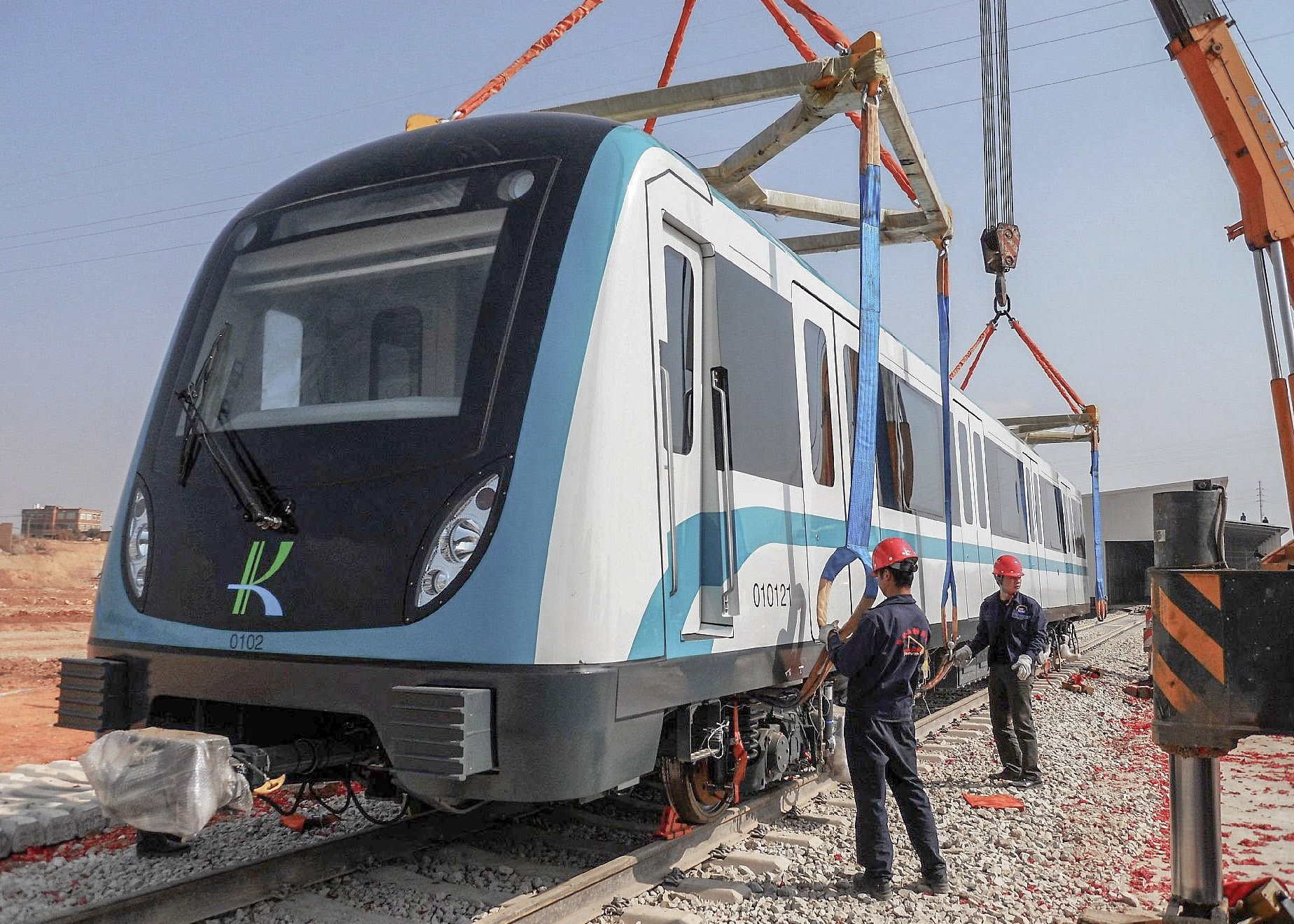
6号線の車両

昆明地下鉄（こんめいちかてつ、中文表記: 昆明地铁、英文表記: Kunming Metro）は、中国雲南省昆明市の都市鉄道である。現在は6路線が運行されている。

## 歴史
- 2009年6月8日 - 国務院が建設を批准する。
- 2009年7月13日 - 1号線が試験的に着工される[1]。
- 2010年5月1日 - 1号線と2号線が正式に着工される。
- 2010年8月1日 - 6号線が着工される。
- 2010年8月9日 - 3号線が試験的に着工される。
- 2012年2月6日 - 6号線の試運転を開始する[2]。
- 2012年6月28日 - 6号線が「観光試運転」として、途中駅未開業で運行を開始する[3]。
- 2012年11月5日 - 1号線南段区間での試運転を開始[4]。
- 2013年1月8日 - 試運転中の1号線で脱線事故が発生。運転手が死亡。
- 2013年5月20日 - 1号線南段区間が正式開業する。
- 2016年3月5日 - 6号線の「観光試運転」が、3号線との接続工事や途中駅工事の本格化に伴い停止される。
- 2016年12月26日 - 1号線支線が春融街駅から昆明南駅まで試験営業を開始[5]。
- 2017年8月29日 - 3号線が東部汽車站駅から西山公園駅まで試験営業を開始[6]、6号線が機場中心駅から東部汽車站駅まで試験営業を開始[7]。
- 2020年9月23日 - 4号線および6号線の延長線が開業[8][9]。
- 2022年6月29日 - 5号線が開業。

## 営業中の路線
| 色                    | 路線名 | 営業区間              | 駅数  | キロ程         | 開通日        | 編成両数     | 車両製造所   |
| --------------------- | ------ | --------------------- | ----- | -------------- | ------------- | ------------ | ------------ |
|                       | 1号線  | 環城南路 - 大学城南   | 18駅  | 41.4km         | 2014年4月30日 | 6両          | 中車株洲機車 |
| 春融街 - 昆明南火車站 | 1号線  | 4駅                   | 5.3km | 2016年12月26日 | 6両B型        | 中車株洲機車 |              |
|                       | 2号線  | 北部汽車站 - 環城南路 | 13駅  | 22.8km         | 2014年4月30日 | 6両B型       |              |
|                       | 3号線  | 西山公園 - 東部汽車駅 | 20駅  | 23.35km        | 2017年8月29日 | 6両B型       | 中車株洲機車 |
|                       | 4号線  | 金川路 - 昆明南火車站 | 29駅  | 43.4km         | 2020年9月23日 | 6両B型       | 中車株洲機車 |
|                       | 5号線  | 世博園 - 宝豊         | 22駅  | 26.5km         | 2022年6月29日 | 6両B型       | 中車株洲機車 |
|                       | 6号線  | 塘子巷 - 機場中心     | 8駅   | 25.6km         | 2012年6月28日 | 6両B型       | 中車株洲機車 |

## 事業中の路線
■1号線：7駅、7.9km 教場北路駅 - 環城南路駅
■2号線２期：17km。昆明火車站駅 - 海東公園駅

## 計画中の路線
■7号線：
■8号線：
■9号線：51km。大板橋駅 - 晋城南駅

## 車両
株洲電力機車によって製作され、時速100kmで6両編成、最大1870人の乗客が乗車可能である。総額15億元で、2013年11月までの納車される予定である。

## 事故
- 2013年1月8日午前9時9分，1号線南段区間で試運転運行中に斗南駅から約500メートルの場所で1両目が脱線し、運転席の空調設備が落下した。これにより運転手が死亡し、関係者1名が軽傷を負った[11]。

## 参考
1. ↑  “昆明地铁1号2号线首期工程开工” (中文). 2012年10月20日閲覧。
2. ↑  “昆明地铁列车从2月6日已开始试运行” (中文). 2012年10月20日閲覧。
3. ↑  “长水国际机场快速公交基础设施通车” (中文). 2012年10月20日閲覧。
4. ↑  “昆明地铁：首期工程南段春节前正式开通试运营” (中文). 2013年1月13日閲覧。
5. ↑  “地铁1号线支线开通试运营” (中文). 2016年12月17日閲覧。
6. ↑  “地铁3号线今起试运营 全景展示昆明横贯线” (中文). 2017年8月30日閲覧。
7. ↑  “地铁3号线、6号线一期今日开通试运营” (中文). 2017年8月30日閲覧。
8. ↑  “昆明地铁4号线开通初期运营 春城轨道交通迎来网络化时代”. m.yunnan.cn (2020年9月23日). 2020年9月25日閲覧。
9. ↑  “昆明地铁4号线和6号线二期23日起载客试运营”. www.yn.xinhuanet.com (2020年9月23日). 2020年9月25日閲覧。
10. ↑  “中国南车中标昆明地铁项目 订单总额15亿元” (中文). 2012年10月20日閲覧。
11. ↑  “昆明地铁空载试运行脱轨致一死一伤” (中文). 2013年1月13日閲覧。